# 马克萨金丝燕
马克萨金丝燕（学名：Aerodramus ocistus）是雨燕科的一种金丝燕，是法属波利尼西亚的特有种。其自然栖息地为亚热带或热带的湿润低地森林。